# Nicolás Ledesma
Nicolás Ledesma (Grisel, c. 9 de julio de 1791 - Bilbao, 4 de enero de 1883) fue un compositor y organista español. Escribió composiciones religiosas: misas, motetes, villancicos, lamentaciones de Semana Santa, etc. Son verdaderamente conmovedoras sus avemarías y tiene una gran fama su Stabat Mater. Su bisnieto es el compositor Jesús Guridi.

## Vida
Estudió solfeo y canto con los maestros Gisbert y Martinchique en la Catedral de Tarazona. Después se trasladó a Zaragoza, donde aprendió a tocar el órgano con el maestro Ferreñac. Cuando contaba a penas dieciséis años ganó en reñida oposición la plaza de organista y maestro de capilla de la colegiata de Borja (Aragón). En 1809 permutó esta con la de Tafalla y en 1830 se le llamó desde Bilbao para ser también maestro de capilla. En esta ciudad dio lecciones de música y tuvo como alumno al que más tarde sería también un buen compositor, Cleto Zavala (1847-1912), y al navarro Valentín Metón. Además, fomentó la afición a la música.
Nicolás Ledesma se casó el 2 de marzo de 1816, en la parroquia navarra de Santa María de Valtierra, con Antonia Ancioa Murillo, bautizada el 11 de junio de 1796 en la San Juan Bautista de Cintruénigo. Nicolás y Antonia tuvieron una hija, Celestina Ledesma Ancioa, bautizada el 8 de abril de 1822 en la parroquia de Santa María de Tafalla, que también sería compositora y profesora de piano. Esta se casó con el organista y compositor guipuzcoano Luis Bidaola (1814-1872), natural de la localidad de Segura.